# Sylvie Hülsemann
Sylvie Hülsemann (Luxemburg, 8 september 1944) is een Luxemburgs voormalig waterskiester. Bij haar tweede deelname aan de wereldkampioenschappen, in 1961, bemachtigde ze de wereldtitel. Ze werd ook drie keer Europees kampioen (in '61, '66 en '68).

## Biografie
Hülsemann, dochter van kunstschilder Félix Hülsemann, begon als kind met waterskiën en deed in 1957 voor het eerst mee aan een internationale wedstrijd. Ze was in 1961 de tweede Europese vrouw die overall de wereldtitel won. Daarvoor ze op elk van de drie onderdelen een medaille: een gouden medaille bij het figuurwaterskiën, een zilveren bij de sprongen en een bronzen bij de slalom.
Ze nam in achttien jaar tijd deel aan acht WK's (1959-1977), verdedigde in 1963 haar titel met een vierde plaats in Vichy zonder succes, en veroverde in 1965 in Surfers Paradise het zilver bij het figuurwaterskiën. Verder werd ze ook drie keer Europees kampioen overall (in 1961, 1966 en 1968) en ze was tussen 1959 en 1976 nationaal kampioen op alle onderdelen. Ze werd in 1961 tot Luxemburgs Sportpersoon en in 1966 en 1968 tot Luxemburgs Sportvrouw van het Jaar verkozen.
Waterskiën was in 1972 een demonstratieonderdeel op de Olympische Zomerspelen. Hülsemann deed ook aan de wedstrijden mee en werd daar vierde bij het figuurwaterskiën. De winnaar van dit onderdeel was de Nederlandse Willy Stähle.
Hülsemann werd in 1997 opgenomen in de IWSF (International Water Ski Federation) Hall of Fame. Ze was getrouwd en had twee kinderen.